# 世界盃大橋
世界盃大橋（韩语：／ Woldeukeop Daegyo）是連接大韩民国首爾麻浦區上岩洞及永登浦區楊坪洞的橋樑，在建成後成為首座跨越漢江的非對稱複合斜拉橋，也是第28座跨越漢江的橋樑。大橋位於城山大橋和加陽大橋之間，連接西部幹線道路，以消除城山大橋一帶的交通瓶頸。

## 設計
世界盃大橋連接大韩民国首爾麻浦區上岩洞及永登浦區楊坪洞，總長1980米，寬31.4米，最大跨度為225米。大橋整體由一座主塔和15個橋墩支撐，其中主塔高100米，並有着78度的傾角（即與垂直綫成12度角），代表大韩民国国宝中的幢竿支柱遺址，而該設計於2001年的國際比賽中入選。大橋使用預製組件興建，每個預製組件長14米、寬31.4米、高3米、重約130至290公噸，而使用預製組件興建的原因是這樣就無需在施工現場組裝部件，一來可以提高橋樑的質量，二來也可以降低在施工現場中組裝可能發生的環境問題和安全事故風險。大橋共有六車道，並設有一條寬1.7米的自行車道，連接弘濟川、安養川及漢江公園。大橋位於城山大橋和加陽大橋之間，距離城山大橋僅600米，預定連接西部幹線道路，以消除城山大橋一帶的交通瓶頸。大橋總面積為23550平方米，約為足球場大小的3.7倍，總重量約為1.3萬公噸。

## 歷史

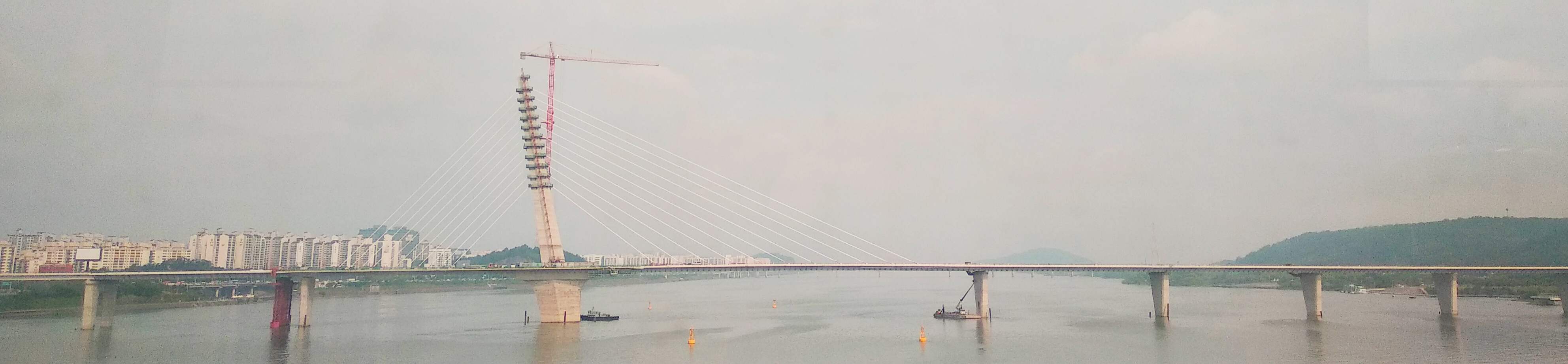
施工中的世界盃大橋

為紀念大韓民國和日本國共同舉辦的2002年國際足協世界盃，大橋因而得名。2010年，首爾市政府宣佈於當年4月底開始建設大橋，當時計劃於2015年8月完工，建成後將是首座跨越漢江的非對稱複合斜拉橋，也將是第28座跨越漢江的橋樑。但是，由於首爾市政府在2011年制定的300億韓圓預算在朴元淳就任首爾市長後被削減至100億韓圓，大橋的完工率直至2015年仍只有21%，使完工日期由2015年8月22日延後5年至2020年8月31日，導致城山大橋和加陽大橋一帶的交通擠塞更為嚴重。2020年初，考量到西部幹線道路地下通道將於2021年8月開通，再加上大橋的設計應江西區和陽川區市政當局的要求再加入兩個出入口，使施工進度比預期慢，大橋的通車日期再延後至2021年8月，與西部幹線道路地下通道一同通車。大橋最终在2023年12月29日通車，也因此成為大韓民國施工期最長的橋樑。

## 外部連結
- . 亞洲經濟日報（朝鲜语：아시아경제신문）. 2010-01-27  [2019-07-04]. （原始内容存档于2022-01-02）.
- 변완영. . 매일건설신문. 2018-09-07  [2019-07-05].
- 정서영. . 世界日報（英语：Segye Ilbo）. 2018-09-21  [2019-07-05].